# Afrotrilepis
Afrotrilepis – rodzaj roślin z rodziny ciborowatych (Cyperaceae). Obejmuje dwa gatunki występujące w zachodniej Afryce równikowej. 

## Systematyka
Pozycja według APweb (aktualizowany system APG III z 2009)
Rodzaj z plemienia Trilepideae z podrodziny Cyperoideae w obrębie rodziny ciborowatych (Cyperaceae) w obrębie jednoliściennych.
Wykaz gatunków
- Afrotrilepis jaegeri J.Raynal
- Afrotrilepis pilosa (Boeckeler) J.Raynal